# Город в плену
«Город в плену» (англ. The Captive City) — полудокументальный фильм нуар режиссёра Роберта Уайза, вышедший на экраны в 1952 году.
Как отмечали многие критики, это один из нескольких фильмов начала 1950-х годов, вдохновлённых расследованиями организованной преступности Комитетом Сената США по расследованию преступности в торговле между штатами, известным как «Комитет Кефовера». В мае 1952 года в своей статье в газете «Лос-Анджелес дейли ньюс» режиссёр Роберт Уайз написал, что «после того, как он услышал о Комитете сенатора Кефовера по борьбе с организованной преступностью, он разыскал статьи журналиста Элвина Джозефи о местном криминальном синдикате, и уговорил его поработать вместе с Карлом Кэмбом над переработкой статей в киносценарий».
На основе сценария был поставлен фильм, который журнал «TimeOut» описал как «криминальную мелодраму, в которой борющийся за правду редактор газеты из маленького городка на Среднем Западе (Джон Форсайт) разоблачает организованную преступность, несмотря на сговор коррумпированной полиции и мафии, которые угрожают его жизни».
Фильм получил благословение самого Кефовера: Уайз специально возил фильм в Вашингтон, чтобы показать его сенатору, который не только одобрил его, но даже цитируется в прологе и выступает в эпилоге фильма.
Фильм был полностью снят на натуре в городе Рино, Невада.

## Сюжет
Мужчина с женщиной на машине отчаянно пытаются уйти от погони, въезжая в город Уоррен. Мужчина забегает в полицейский участок, представляясь как Джим Остин (Джон Форсайт), редактор газеты «Кеннингтон джорнал», и просит защиты для себя и своей жены Мардж (Джоан Кемден). Ему сегодня же надо попасть в Вашингтон, и для этого нужна охрана полиции. Джим показывает дежурному газету с заголовком «Сенатский свидетель убит», говоря, что то же самое может произойти и с ними. Однако шефа городской полиции, который может дать соответствующие распоряжения, нет на месте.
Увидев в участке магнитофон, Джим просит разрешения им воспользоваться. Он включает магнитофон и начинает свой рассказ:
Я, Джим Т. Остин, нахожусь в отделении полиции города Уоррен. На случай, если со мной что-либо случиться до того, как я смогу сделать свою историю достоянием общественности, я записываю её на плёнку. История началась несколько недель назад в городе Кеннингтон, который расположен в 300 милях от Уоррена и имеет население 36 тысяч человек. Это тихий, самый обычный город на Среднем Западе…
Пять лет назад Джим вместе со своим армейским товарищем Доном Кэри (Гарольд Дж. Кеннеди) возглавил городскую газету, и они работали не просто как партнёры, но как соратники, при этом Джим выполнял редакторские обязанности, а Дон вёл коммерческие вопросы. Однажды Джиму в редакцию позвонил некто Клайд Нельсон (Хэл К. Доусон), частный детектив, прося о встрече по конфиденциальному вопросу в городской библиотеке. С соблюдением тщательных мер предосторожности жена Нельсона провела Джима в отдельный зал, где детектив предложил редактору историю, которая «встряхнёт весь город».
Несколько дней назад Нельсон получил заказ от Маргарет Сирак, которая заподозрила, что её бывший муж при разводе скрыл от раздела часть своего имущества, и хочет обратиться по этому поводу в суд. Действуя по её поручению, Нельсон выяснил, что мистер Мюррей Сирак владеет большим страховым бизнесом и массой подставных фирм, и, как минимум, некоторые из них занимаются незаконным приёмом ставок на скачки. Когда детектив стал копать дальше, его начали заваливать штрафами за самые незначительные нарушения правил дорожного движения, а однажды в его отсутствие кто-то побывал в его доме, и ему кажется, что за ним установлена слежка. Нельсон убеждён, что полиция не хочет, чтобы он совал свой нос в дела Сирака, так как получает с его бизнеса свою долю. Нельсон говорит, как иначе можно объяснить тот факт, что хотя всем, включая полицию, известно о существовании в городе незаконной букмекерской сети, полиция почему-то против неё ничего не предпринимает. А позавчера городская полиция аннулировала лицензию Нельсона на право заниматься частной детективной деятельностью, хотя он не имел никаких замечания. Нельсон уговаривает Джима поставить через газету вопрос о преступной связи Сирака с шефом полиции Джиллеттом. Однако Джо не верит Нельсону. Когда около библиотеки появляется полицейская машина, Нельсон с женой быстро удаляются.
Джим всё-таки решает обсудить полученную информацию с шефом полиции Джиллеттом (Рэй Тил), с которым хорошо знаком. Как отмечает Джим, Джиллетт очень хорошо относился к прессе, однако поводы обратиться к нему возникали не чаще раза в месяц. Во время приёма у него в кабинете дружелюбный, улыбчивый Джиллетт убеждает Джима, что на Нельсона поступали сигналы о его неправомочных действиях и психическом состоянии, и потому власти штата отозвали у него лицензию. А следили за ним только для того, чтобы убедиться, что Нельсон не будет больше распространять слухи о плохой работе полиции, так как это может помешать добиться повышения зарплат полицейским в следующем году.
Джим удовлетворился этими разъяснениями и практически забыл об этом деле. Однако две недели спустя, когда он с женой и коллегой отдыхал в загородном клубе, ему позвонил Нельсон с просьбой о срочной встрече, говоря, что он в беде и ему не к кому больше обратиться. Однако Джим соглашается на встречу только на следующий день и вешает трубку. Когда после разговора Нельсон выходит из бара и идёт домой, его преследует, загоняет в тупик и давит насмерть машина. Тем временем Джим испытывает беспокойство, и в конце концов вместе с женой возвращается в город. По дороге домой Джим видит отъезжающую машину скорой помощи, и патрульный сообщает ему, что только что был убит Клайд Нельсон. Отвезя Мардж домой, Джим направился в морг, где знакомые детективы сообщили ему, что Нельсона сбили на шоссе. Однако Джим не верит в это, так как не понимает, как тот мог там оказаться, если за несколько минут до того, он разговаривал с ним по телефону, а машина Нельсона стоит в гараже, значит он был недалеко от дома. Джим предложил миссис Нельсон отвезти её из морга домой, по дороге она рассказала, что вечером муж видел машину с номерами из Флориды, которая следит за ним уже несколько дней. Детектив оставил жену дома, а сам пошёл в ближайший бар позвонить Джиму. Он не стал звонить из дома, потому что знал, что его телефон прослушивается. Миссис Нельсон далее утверждает, что полиция сказала неправду, что за Клайдом числятся какие-то нарушения, у него никогда не было проблем с полицией, всё началось только тогда, когда он начал интересоваться делами Мюррея Сирака.
Следующим утром Джим направляет письмо в лицензионное бюро штата, чтобы разобраться с причинами отзыва лицензии у Нельсона. В тот же день он публикует статью, в которой задаётся вопросом, почему полиция не проводит тщательного расследования смерти Нельсона. Однако когда от полиции не поступает никакой реакции, Джим начинает писать по этому делу ежедневно. После седьмой публикации в газете, указывающей на отсутствие каких-либо результатов в расследовании, Джима приглашает к себе Джиллетт. Джим видит его письмо в лицензионное бюро штата лежит на столе у Джиллетта, понимая, что получит ответ, подготовленный городской полицией. Когда редактор намекает, что Джиллетт кого-то покрывает в деле Нельсона, это вызывает резкую реакцию шефа полиции. Джим говорит: «Погиб человек, вы думаете, что это был несчастный случай, а я думаю, что это было убийство. Раз вы его не расследуете, не возражаете, если попробую я?»
Джим приезжает в прачечную, где работает Маргарет Сирак (Марджори Кросслэнд), спрашивая её, работал ли на неё Клайд Нельсон, однако она не желает говорить. Она лишь говорит, что прожила с Мюрреем Сираком 26 лет и прекрасно знает все его недостатки, однако на убийство он не способен, он не обидит даже муху. Так ничего и не добившись, Джим направился в офис Нельсона, где среди бумаг нашёл написанный рукой Маргарет список букмекеров. Выйдя на улицу, Джим видит, что патрульный уже выписывает ему штраф за просрочку времени на автостоянке.
В течение следующих дней Джим обходит перечисленных в списке людей, каждый из них был готов принять у него ставку, однако при упоминании Нельсона все тут же замолкали. Джим уже подумывал бросить это дело, однако заметил, что за ним установили слежку. Наконец, он добрался по списку до складов некого Круга (Пол Ньюлан), который был одним из рекламодателей его газеты, и Джим понимал, что для бизнеса его масштабов не имело смысла заниматься приёмом ставок. Около склада Джима вышел поприветствовать сам Круг. Когда мимо них прошли трое незнакомых мужчин, Круг рассказал, что один из них некоторое время назад арендовал у него большие площади с отдельным входом. Трое мужчин сели в машину, которая, как известно зрителю, задавила Нельсона.
Лицо одного из мужчин показалось Джиму знакомым, и в редакции, он стал просматривать газетный архив, наконец, обнаружив заметку, в которой говорилось о задержании мафиози после перестрелки в Майами. По фотографии в газете Джим узнал мужчину и его настоящее имя — Доминик Фабретти. Через информагентства Джим запросил информацию на Фабретти, а ночью вместе молодым фотографом и журналистом Филом Харлингом (Мартин Милнер) прибыл на склады Круга. Около входа в помещения Фабретти их остановил грозного вида охранник, после чего Джим предположил, что из этого места ведётся управление всей подпольной букмекерской деятельностью. На следующее утро Фил устроился в автомастерскую напротив, чтобы следить за помещениями Фабретти. Тем временем по телетайпу Джим получил справку на Фабретти, согласно которой он подозревается в убийствах во Флориде, а его нынешнее местонахождение не известно, по некоторой информации, он налаживает деятельность подпольного синдиката, принимающего ставки на скачках. В справке содержится предупреждение, что он очень опасен и связан с мафиозными убийствами. Прочитав вместе с Джимом эту информацию, Мардж говорит, что раз Фабретти удалось осесть в этом городе, значит ему кто-то в этом помог, включая городских чиновников. То есть «среди людей, которых мы знаем и с которыми общаемся, могут быть те, кто связан с мафией».
Сотрудница Джима, которой стали приходить дорожные штрафы, пошла выяснить вопрос в полицию, и ей там объяснили, что дело не в газете, а в действиях Джима, которые могут нанести городу ущерб, и Джим должен остановиться, иначе всех ожидают тяжёлые последствия. В этот момент в редакции появляется дружелюбный немолодой Мюррей Сирак (Виктор Сазерленд), говоря, что до него дошла информация, что Джим ходит по городу, собирая информацию, и уж не собирается ли он заняться реформами. Сирак прямо говорит Джиму и Дону, что люди любят азартные игры, любят делать ставки, и он предоставляет им эту услугу уже 15 лет. Далее Сирак заявляет: «Что вы получите, если поднимете пыль, 100 новых подписчиков? А через пару недель всё вернётся на круги своя. Вы не можете это остановить, вы не можете изменить человеческую природу». Затем, пытаясь привлечь Джима на свою сторону, Сирак предлагает ему деньги, называя это рекламным контрактом, однако Джим отказывается, напоминая, что он не имеет ничего против Сирака, просто пытается довести до конца расследование убийства Нельсона. После ухода Сирака Дон говорит, что никогда не лез в редакционную политику Джима, но теперь просит его умерить свой пыл и прекратить нападки на шефа полиции. Это газете ничего не принесёт, кроме головной боли. Тем временем Джиму звонит Фил, сообщая, что Фабретти только что подъехал к складу.
В течение трёх часов Джим и Фил поджидают Фабретти у дверей склада. Наконец поздно вечером, когда из дверей появляется Фабретти в компании нескольких человек, Джим и Фил их сфотографируют их, проезжая мимо на машине, а затем немедленно скрываются. Фил направляется в лабораторию, чтобы проявить фотографию, но вскоре там появляются двое громил, которые избивают его, уничтожая фотографию и негатив. Вечером дома, лёжа в своей постели, избитый Фил не может описать Джиму нападавших, поскольку всё произошло слишком быстро. К счастью, врач констатирует, что Филу очень повезло, и он отделался только синяками и ссадинами, и через 2-3 дня всё будет в порядке. Однако мать Фила возмущена тем, что после нескольких месяцев работы у Джима её сына уже избили, и говорит, что Фил увольняется. На улице Дон снова уговаривает Джима умерить свой пыл и оставить Фабретти в покое, тогда тот тоже оставит газету в покое.
Пару дней спустя Джим замечает, что около его дома стоит машина с флоридскими номерами и двумя мужчинами в салоне, в тот же день без приглашения к ним приезжает телефонный мастер, чтобы заменить телефонный аппарат. Подозревая, что речь идёт об установке прослушивающего устройства, Джим направляется к управляющему телефонной компании, чтобы выяснить причины замены аппарата. В офисе компании Джим встречает одного из своих крупных рекламодателей, который интересуется, зачем редактор пытается раздуть шумиху вокруг ставок, говоря, что и в его конторе принимают ставки в качестве дополнительной услуги клиентам. «Их принимают и в других местах, и все об этом знают. Да и что в этом плохого, когда люди хотят время от времени рискнуть своими деньгами». Далее собеседник говорит, что в городе у него есть определённый авторитет, как и у других уважаемых горожан, и он не хотел бы, чтобы газета очерняла его имя в глазах семьи, знакомых и деловых партнёров. Он уговаривает Джима немедленно бросить его расследование и уходит, а управляющий телефонной компании уклоняется от встречи с Джимом.
Вечером дома Мардж говорит, что тоже заметила машину у их дома, кроме того, сегодня в городе её остановило трое человек с вопросом «чем это занялся твой муж?». Она начинает бояться происходящего и предлагает остановить расследование, на что Джим отвечает, что именно этого они и добиваются. В этот момент к ним приходит выпившая Маргарет Сирак. Она спрашивает Джима, если она скажет ему, кто убил Нельсона, то перестанет ли он втягивать в это дело Мюррея. Далее она сообщает: «Нельсона убил не Мюррей, а Фабретти, точнее сказать, его люди по его указанию. Но Мюррей обо всём этом знает, и потому она ушла от него». Для всех окружающих приём ставок — это обычное дело, и Мюррей был обычным букмекером, но однажды к ним домой пришли двое странных мужчин. Один из них, которым оказался Фабретти, спросил Мюррея, кто его партнёры, на что тот ответил, что у него нет партнёров. С этого момента половина бизнеса Мюррея отошла к Фабретти, а сам Мюррей слишком глубоко погряз в этом деле. Джим уговаривает Маргарет пойти утром к его адвокату и изложить всё, что она сказала в виде показаний, с которыми Джим пойдёт к Джиллетту, а если тот откажется — то и выше. В этот момент к Джиму приходит Сирак и просит не вмешивать жену в это дело. Сказав Джиму, что он об этом пожалеет, Сирак уходит. Маргарет говорит, что поскольку Джим ведёт дело против Фабретти, а не против Сирака, она даст завтра показания.
Утром Маргарет не приходит в редакцию на встречу с адвокатом, и Джим не может найти её по телефону. Тем временем появляется один из влиятельных бизнесменов города, который уже поговорил на эту тему с мэром и они пришли к выводу, что деятельность Джима наносит вред репутации города, что негативно скажется на бизнесе и, в конце концов, на его гражданах. После его ухода Дон сообщает, что он только что тот разорвал рекламный контракт с газетой. Адвокат рекомендует Джиму перестать заниматься этим делом, а передать все собранные факты в руки компетентных органов для дальнейшего расследования.
Приехав к Маргарет домой, Джим обнаруживает, что она убита. Джим звонит в полицию, не сомневаясь, что там сочтут этот случай самоубийством. Когда опасения Джима подтверждаются, он пишет в очередной номер газеты гневную редакционную статью, направленную против шефа полиции. Однако Дон отказывается поддержать её публикацию, говоря, что они уже противопоставили против себя половине города. Кроме того, у Джима нет никаких доказательств того, что Нельсон и миссис Сирак были убиты. Дон также не согласен с фразой, что гангстеры уже захватили город, и не одобряет позицию Джима, который отказывается оставить это дело полиции, поскольку, как утверждает Джим, Джиллетт находится под контролем Сирака. Дон говорит, что деятельность Джима наносит вред газете, которая является коммерческим изданием и должна приносить деньги, на что Джим отвечает, что считает главной задачей газеты доносить до людей правду о происходящем. Из газеты начинают уходить рекламодатели, а партнёры не хотят продолжать с ними сотрудничество. Дон говорит, что при таком различии в понимании они не смогут работать вместе, и кто-то из них должен уступить свою долю другому. Джим предлагает Дону сделать себе газету рекламных объявлений, а он тем временем отправляется за новостями на первую страницу.
Джим приезжает к шефу полиции Джиллетту и требует объяснить, почему полиция не расследует два убийства, на что Джиллетт отвечает, что он согласен, что эти люди были убиты, но у него нет никаких легальных оснований открыть дело об убийстве. Что же касается Фабретти, то он был задержан и допрошен, но у него есть алиби на все эти дни, так как он находился в другом месте. Тогда Джим уговаривает задержать его по делу о букмекерстве, однако Джиллетт отвечает, что в таком случае тот отделается всего лишь небольшим штрафом. Джим утверждает, что тогда он сам поедет на склад, соберёт материал об организации букмекерской деятельности в городе и даст большую статью в газету. После этих слов Джиллетт даёт указание задержать Фабретти, а Джим предлагает шефу полиции проехать вместе с ним на склад, откуда Фабретти управляет своим преступным бизнесом.
По обнаруженным на складе документам и оборудованию полиция понимает, что из этого места действительно велось управление всей букмекерской деятельностью, однако ни одного человека там нет. Джим говорит, что кто-то их предупредил, на что Джиллетт отвечает, что в течение пяти последних лет он пытается найти ответ на этот вопрос. И даже если сейчас удастся взять всех исполнителей, этот преступный бизнес снова начнёт работать в другом месте через пару недель. Джиллетт рассказывает, что когда только пришёл работать на эту должность, городские власти и истеблишмент поставили перед ним задачу обеспечивать в городе соблюдение закона, но это не должно делаться слишком жёстко, и кое в чём смотреть на закон можно смотреть помягче. Но Джиллетт был уверен, что если допустить мягкое букмекерство Сирака, то рано или поздно в городе появятся такие как Фабретти и другие гангстеры. Джиллетт предупреждал об этом, но его не стали слушать. Это устраивало всех, однако никто не подумал об интересах жителей города, добавляет Джим.
Джим всё-таки теряет надежды найти в городе кого-то, кто ещё не продался, и направляется к старому знакомому отцу Нэшу (Иэн Волф). Выступая на собрании местных священников с разоблачением букмекерства как общественного зла, Джим представляет всю схему организации общенационального букмекерского бизнеса, во главе которой стоят несколько мафиозных боссов, а ниже располагаются фигуры местного масштаба и местные операторы бизнесом, такие как Фабретти и Сирак. Однако Нэш утверждает, что бороться с такой общенациональной структурой на уровне одного города невозможно. И если бы даже Джиллетт делал в этом плане всё от него зависящее, он способен действовать только в рамках того, что ему поручает его руководство, и в любом случае не может выйти за рамки города. Нэш полагает, что Джиллетт допустил букмекерство в своём городе именно потому, что получил соответствующих приказ сверху. По мнению священника, борьбу с организаторами подпольных ставок на азартные игры бесполезно вести, наказывая тех, что предоставляет им помещения и различные легальные услуги для организации дела, потому что сами зачинщики этого дела в таком случае выйдут сухими из воды. И кроме того, Нэш считает себя не в праве обвинять свою паству, обычных людей, в преступлениях, которые совершают люди наверху.
Ночью Джим заходит в редакцию, где ему на глаза попадается информационное сообщение о том, что в Вашингтоне начинает работу Комитет Кефовера по борьбе с преступностью. Джим решает немедленно ехать в столицу, чтобы изложить Комитету собранные им материалы. В этот момент появляется Сирак, говоря, что своей деятельностью Джим ничего не добился, кроме смерти невинной женщины, и хотя Сирак пытался защитить свою бывшую жену, ситуация вышла из-под его контроля. Сирак говорит, что уговорил своих партнёров ещё раз попробовать договориться на условиях, что Джим получит деньги на газету в виде рекламы, если не будет препятствовать букмекерской деятельности Фабретти. Несмотря на угрозы со стороны Сирака, Джим остаётся при своём мнении.
В полночь Джим быстро собирает чемодан и вместе с Мардж уезжает в Вашингтон. К утру они уже находятся на расстоянии 300 миль от Кеннингтона. Остановившись на заправочной станции, они замечают, что вслед за ними подъезжает машина с флоридскими номерами, из которой выходит двое гангстеров. Джим и Мардж выходят через служебных вход и немедленно уезжают. Добравшись до ближайшего городка Уоррен, они укрываются в полицейском участке, где Джим надиктовывает свой рассказ…
После завершения записи Джим и Мардж под охраной выделенной им в сопровождение полицейской машины приезжают в Вашингтон к административному зданию, в котором работает Комитет Кефовера. В коридоре кто-то незаметно передаёт Джиму записку с требованием молчать и предложением денег. Однако Джим не обращает на неё внимание, и смело проходит для разговора в кабинет Комитета Кефовера.
В эпилоге фильма в кратком выступлении сенатор Эстес Кефовер сообщает, что журналист Джим Т. Остин не пострадал и продолжает свою работу. Благодаря деятельности Остина город Кеннингтон получил честную и ответственную администрацию. Теперь уже не вызывает сомнения, что крупномасштабная организация незаконных азартных игр уже невозможна в стране.

## В ролях
- Джон Форсайт — Джим Остин
- Джоан Кэмден — Мардж Остин
- Гарольд Дж. Кеннеди — Дон Кэри
- Марджори Кросслэнд — миссис Сирак
- Виктор Сазерленд — Мюррей Сирак
- Рэй Тил — шеф Джиллетт
- Мартин Милнер — Фил Хардинг
- Джеральдин Холл — миссис Нельсон
- Хэл К. Доусон — Клайд Нельсон
- Иэн Волф — отец Нэш
- Эстес Кефовер — камео

## Создатели фильма и исполнители главных ролей
Опытный голливудский режиссёр Роберт Уайз более всего известен своими мюзиклами-блокбастерами «Вестсайдская история» (1961) и «Звуки музыки» (1965), которые принесли ему множество наград, включая Оскары за лучший фильм и как лучшему режиссёру. Кинокарьера Уайза началась в 1933 году на студии РКО, куда он поступил в качестве курьера. Восемь лет спустя он монтировал фильм Орсона Уэллса «Гражданин Кейн» (1941), за что получил свою первую номинацию на Оскар. Вскоре после этого Уайз попробовал себя в роли, режиссёра успешно поставив такие картины, как фильм ужасов «Похитители тел» (1945), фильмы нуар «Рождённый убивать» (1947), «Подстава» (1949) и «Дом на Телеграфном холме» (1951), а также фантастическую драму «День, когда остановилась Земля» (1951). В 1952 году Уайз вместе со своим давним коллегой по монтажному цеху, режиссёром Марком Робсоном, создал компанию «Аспен Пикчерс». Данный фильм был одной из всего двух картин, произведённых этой фирмой (вторым был фильм Робсона «Возвращение в рай» в 1953 году).
В фильме заняты сравнительно малоизвестные актёры. Наиболее знаменитый среди них Джон Форсайт снимался в таких картинах, как фильм нуар «Стеклянная паутина» (1953), криминальная комедия Альфреда Хичкока «Неприятности с Гарри» (1955), криминальная драма Ричарда Брукса «Хладнокровно» (1967) и судебный триллер «Правосудие для всех» (1979), однако более всего он известен публике благодаря телесериалам «Отец-холостяк» (1957-62, 157 серий), «С любовью к Риму» (1969-71, 48 серий), «Ангелы Чарли» (1976-81, 109 серий) и «Династия» (1981-89, 217 серий).

## События, положенные в основу фильма
Как пишет историк кино Элинор Куин, в мае 1950 года был создан Специальный комитет Сената США для расследования преступлений в торговле между штатами, который был прозван Комитетом Кефовера по имени своего председателя, сенатора от штата Теннесси Кэри Эстеса Кефовера. «В течение десяти месяцев Комитет проводил выездные заседания по всей стране, допросив за это время более 800 свидетелей и участников преступлений. Целью Комитета было вскрыть тайную жизнь криминальных синдикатов, которые становились всё более серьёзной социальной проблемой после окончания Второй мировой войны. Американцы были ошеломлены свидетельствами соучастников и ключевых фигур этих преступных организаций, которые демонстрировались по телевидению по всей стране» в первой половине 1951 года. Америка была захвачена этими телетрансляциями, что привело к увлечению темой организованной преступности, которая вылилась на телевидение и на большой экран. В начале 1950-х годов вслед за этой картиной на экраны вышла целая серия аналогичных криминальных фильмов.
Как написал кинокритик «Нью-Йорк таймс» Босли Кроутер в марте 1952 года, «чего бы не достиг сенатор Эстес Кефовер и его комитет по расследованию преступности со своим большим шоу разоблачений в прошлом году, он определённо дал толчок возрождению жанра фильмов о борьбе с преступностью. Большие парни Голливуда и мелкая рыбёшка стали лезть из кожи вон, создавая мелодрамы о разоблачении криминальных лордов».

## Жанр разоблачительного фильма
Описывая жанр разоблачительного кино, киновед Эндрю Дикос, отмечал, что телевизионные трансляции слушаний Комитета Кефовера привели к созданию целого цикла «разоблачительных» криминальных фильмов, посвященных раскрытию правоохранительными органами многоуровневых и разветвлённых криминальных структур. Эндрю Спайсер также считает, что «городские разоблачительные фильмы сформировались в чёткую группу», которая, по крайней мере, отчасти, была вдохновлена показом по телевидению сенатских слушаний Комитета Кефовера в 1950-51 годах.
Разоблачительные фильмы во многом схожи и отчасти совпадают с появившимися во второй половине 1940-х годов полудокументальными нуарами, которые, по словам Джеффа Майера, «тяготели к изображению не столько каких-либо частных правонарушений, сколько городов, разрываемых государственными преступлениями, особенно, политической коррупцией». По словам Спайсера, «как и полудокументальные нуары, городские разоблачительные фильмы снимались в обезличенном визуальном стиле с плоским, натуралистичным освещением и традиционной операторской работой и, главным образом, на натуре, „в тех местах, где это происходило“,… а в небольших ролях, в частности, полицейских, нередко снимались непрофессиональные актёры».
Спайсер подчёркивает, что хотя его и опередил фильм «Насаждающий закон» (1951), в котором неутомимый окружной прокурор в исполнении Хамфри Богарта ведёт борьбу с синдикатом убийц, цикл городских разоблачений начался именно с «Города в плену», в котором журналист даёт показания Комитету Кефовера". К числу других разоблачительных фильмов Спайсер и Дикос относят такие картины, как «Гангстерская империя» (1952), действие которой напрямую связано со слушаниями Кефовера, «Поворотная точка» (1952), «Тайны Канзас-сити» (1952), «Большая жара» (1953), «История в Лас-Вегасе» (1952), «История в Майами» (1954), «Чикагский синдикат» (1955), «Новый Орлеан без цензуры» (1955), «Внутри Детройта» (1956), «Тайны Чикаго» (1957), «Вымогательство в Лас-Вегасе» (1955), «История в Феникс-сити» (1955), «Хьюстонская история» (1956), «Разоблачение в Майами» (1956), «Новый Орлеан во тьме» (1957), «Убийство на Десятой авеню» (1957), «Разоблачение в Портланде» (1957) и «Другой мир США» (1961).

## Оценка фильма критикой

### Общая оценка фильма
Сразу после выхода фильма на экраны журнал «Variety» описал его как «напряжённую и захватывающую драму о борьбе редактора против коррупции в небольшом городке», отметив что «свойства документального кино придают фильму чувство аутентичности». Кинообозреватель «Нью-Йорк таймс» Босли Кроутер в целом положительно оценивший картину, назвал её «живым, лаконичным маленьким фильмом, который снабжён благословением в эпилоге самого сенатора». По мнению Кроутера, «эта скромная драма о борьбе редактора-правдоискателя по разоблачению букмекерской сети в типичном американском городке смотрится достоверно и тревожно», а «аккуратные дома и улицы реального городского пригорода, на фоне которых развивается действие картины, усиливают ощущение аутентичности происходящего, ставя перед зрителем довольно тяжёлую проблему,… а сенатор Кефовер подводит итог несколькими тщательно подобранными фразами».
Вместе с тем, Кроутер обратил внимание и на некоторые недостатки картины. В частности, он пишет: «Где-то в середине всего происходящего внимательный и знающий наблюдатель заметит некоторые досадные дыры. К частности, он может задаться вопросом, какие ещё более сильные и шокирующие доказательства нужны были редактору для предоставления публике, когда у него уже есть целая серия преступлений — смерть частного детектива, нападение на газетчика, который фотографировал „мафиозного босса“ в городе и убийство женщины-свидетельницы, которая была готова „заговорить“». Кроме того, по мнению Кроутера, «в своём сценарии Кэмб и Джозефи почти полностью упустили из внимания фактор значимости общественного мнения, в итоге их редактор ведёт себя так, как будто не имеет возможности рассказать свою историю, несмотря на то, что ежедневно издаёт газету. Ради саспенса в картине, они странным образом изолируют его. Недостаток сценария в том, что они бросили тень на своего героя как на газетчика. Бежать к сенатору Кефоверу представляется слабостью и глупостью с его стороны».
Как отмечает современный историк кино Элинор Куин, «хотя фильм не произвёл особого впечатления на публику и критиков после выхода на экраны — один из критиков объявил его „увлекательным фильмом с несколькими тусклыми зонами“ — фильм является напряжённой драмой, считающейся одной из первых замечательных работ, в основу которых была положена одержимость Америки криминальным миром». Современный критик Деннис Шварц отмечает, что «фильм поставлен в полудокументальном стиле, предлагая чистую, незамутнённую сюжетную линию, стильную нуаровую операторскую работу Ли Гармса и новаторскую для своего времени съёмку мизансцены. Такой способ с тех пор копировался настолько часто, что утерял свою свежесть. Фильм сделан сильно, но не увлекает». Другие критики обратили внимание на стилистические качества картины. Так, журнал «TimeOut» пришёл к заключению, что «в серьёзном сюжете нет ничего особенного, но сильное использование натурных съёмок в документальном стиле и операторская работа с глубоким фокусом была новаторской для своего времени». Киновед Кини полагает, что «фильм слишком медленный и ему не хватает саспенса», несмотря на то, что «Форсайт своей сдержанной манерой игры доставляет наслаждение».

### Стилевые и жанровые особенности фильма
Куин отмечает, что картина "успешно проходит по границе между фильмом нуар и фильмом документального характера, в результате чего трудно однозначно определить её жанр. Конечно, визуальное настроение, создаваемое затаившимися тенями и неясными уличными фонарями, придаёт фильму нуаровый облик, а обрамляющие историю вступительные и заключительные слова Кефовера погружают её в реалистичный контекст. Документальное ощущение фильма поддерживается использованием только что разработанных особых широкоугольных объективов, которые позволяли оператору поддерживать глубокий фокус одновременно как на переднем, так и на заднем плане. В результате появлялась высокореалистичная картинка, которая на экране обретала огромную мощь. Разработчик объектива Ральф Ходж не только был ассистентом Уайза на этом фильме, но в своё время работал на «Гражданине Кейне» в качестве помощника оператора.

### Оценка работы режиссёра и актёров
По мнению Кроутера, «под руководством Роберта Уайза артисты играют искренне и серьёзно, а Джон Форсайт безошибочен в роли деятельного молодого редактора. Рэй Тил в роли скользкого шефа полиции, Виктор Сазерленд в роли местного криминального босса, Гарольд Кеннеди в роли нервного газетчика и Джоан Кэмден в роли жены редактора составляют хороший и умелый актёрский ансамбль».
Куин подчёркивает, что при работе над фильмом «Уайз сделал акцент на кинематогарфическую технику, а не на кинозвёзд. Действительно, единственным актёром, имя которого было указано в рекламе, был Джон Форсайт, который в дальнейшем добьётся своего самого значительного успеха, исполняя главные роли в телесериалах».